# アブサンウイロイド科

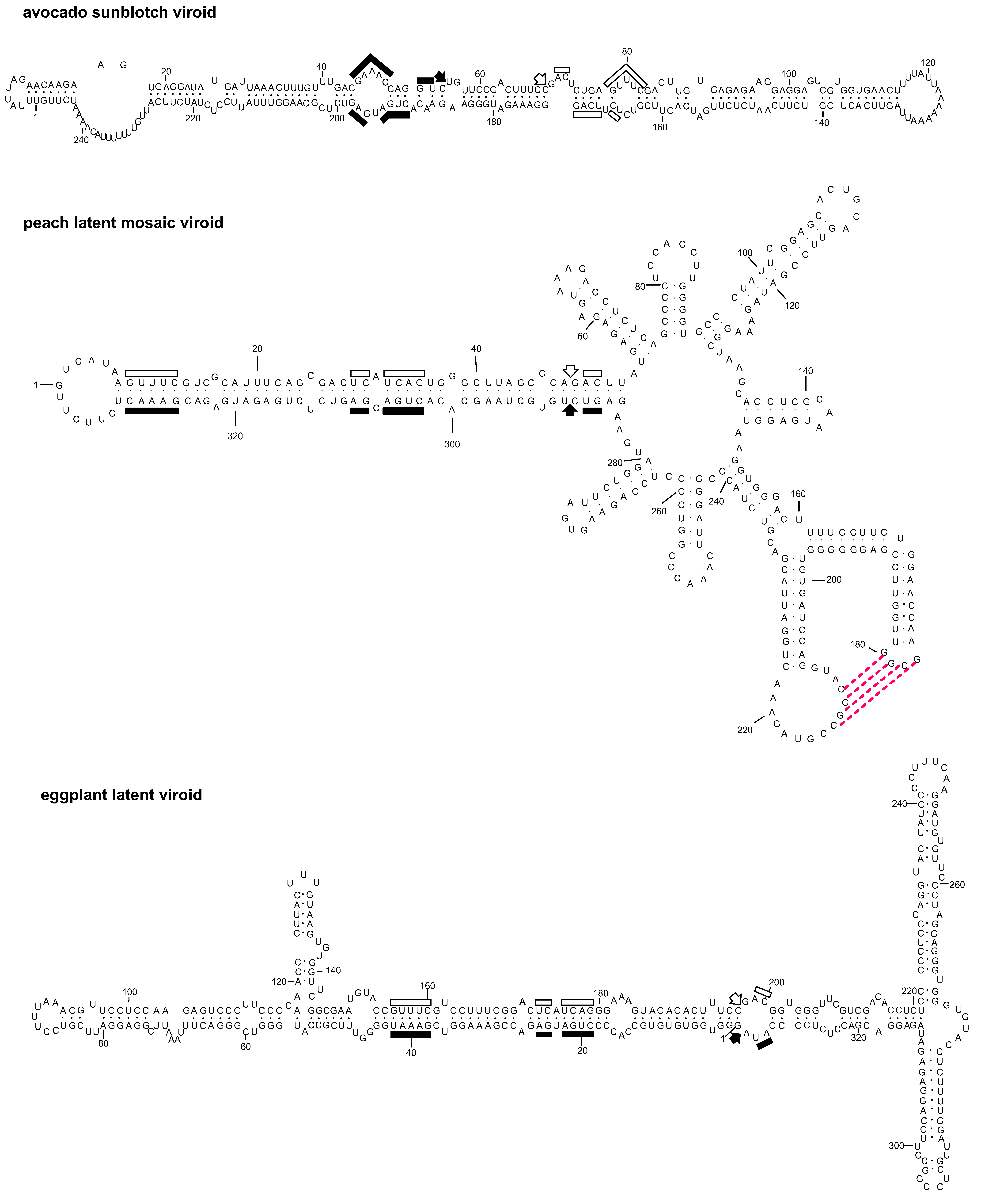
アブサンウイロイド科三種の提案されている二次構造。上からアボカドサンブロッチウイロイド、モモ潜在モザイクウイロイド、ナス潜在ウイロイド

アブサンウイロイド科(Avsunviroidae)は、ウイロイドの科である。2018年現在では3つの属、計5種が含まれる。246から375の長さのRNAゲノムで構成されている。一本鎖の円形で、分子内塩基対を持つ。全てが保存中央ドメインを欠いている。
ポスピウイロイド科と違って共通配列を持たないため、検出には逆転写ポリメラーゼ連鎖反応ではなく古典的なポリアクリルアミドゲル電気泳動が必要である。また、ポスピウイロイド科と違って宿主範囲も非常に狭い（例として、キク退緑斑紋ウイロイドはキクなどキク属数種にのみ感染する）。

## 複製
複製は、植物細胞の葉緑体の中で起こる。複製の主な特徴としては、ヘルパーウイルスを必要とせず、タンパク質はコードされない。もう1つのウイロイドの科であるポスピウイロイド科と異なり、アブサンウイロイド科は、対称なローリングサークルで行われると考えられている。一方のRNA鎖が鋳型となり、RNAポリメラーゼIIでもう一方のRNA鎖を形成する。新しいRNA鎖は、リボザイムの働きによって切断され、環化される。複製の起こる場所は未知であるが葉緑体と考えられ、マグネシウムイオンを必要とする。

## 構造
ヘアピンループや分岐を持つ棒状の構造をしていると予測されている。

## 分類
- アブサンウイロイド属：タイプ種はアボカドサンブロッチウイロイド、一種
- エラウイロイド属：タイプ種はナス潜在ウイロイド、一種
- ペラモウイロイド属：タイプ種はモモ潜在モザイクウイロイド、他にキク退緑斑紋ウイロイドとApple hammerhead viloid, 計三種